# Tlahuelilpan
Tlahuelilpan is een stad en een van de 84 gemeenten van de Mexicaanse staat Hidalgo. De gemeente is 28,27 km² groot en telde in 2005 17.153 inwoners.